# ブエノスアイレス大聖堂
ブエノスアイレス大聖堂（ブエノスアイレスだいせいどう、スペイン語: Catedral Metropolitana de Buenos Aires）は、カトリックの大聖堂。アルゼンチンの首都ブエノスアイレスにある。市の中心「五月広場」に面しており、市内で最も重要な教会（大司教座）である。かつて、フランシスコ (ローマ教皇)が大司教を務めた。

## 歴史
1580年のブエノスアイレス入植開始時には中央広場に面した土地にカトリック教会を建てる取り決めが成された。最初の建物はアスンシオン教区の協力によるもので日干しレンガと木材で建てられた。簡素な建築であり、数回の改築が行われた。
1620年、ブエノスアイレスの人口増加により教会は司教座に格上げされ、大聖堂を名乗ることになった。1671年、大型の建物に建て替えられたが、依然として屋根や塔は木造だったため定期的な修理や改築が必要だった。
1752年、大聖堂の身廊の屋根が突然崩落するという事件があった。司教は大聖堂の完全な建て替えを決定した。ポルトガル人建築家が招かれ壮大な規模の大聖堂が計画された。しかし、資金不足のため建設は非常にゆっくりと進行した。
1791年、ファサードが未完成だったが、司教は聖別の儀式を行い大聖堂は一応の完成を見た。ファサードの工事は暫く放置された。1821年、市政府はフランス人建築家を指名し、ファサードのデザインのやり直しを依頼した。新しいデザインはパリのブルボン宮殿と良く似た物になった。1826年に工事が再開した。細部の彫刻の製作は1860年代まで続いた。

## 建築
ブエノスアイレス大聖堂のファサードは12本のコラムが並ぶ巨大なポルチコで構成されている。このため外観は古代ギリシャの神殿のような趣である。
内部はラテン十字の平面構成を持ちクロッシングの真上に小振りなドームを配置している。身廊は3列で、さらに両側に側廊がある。壁や天井はモザイクやフレスコで装飾されている。

### 霊廟
聖堂内の埋葬者で最も有名なのが独立戦争の英雄サン・マルティン将軍である。彼のマウソレウムは著名な彫刻家アルベール＝エルネスト・カリエ＝ベルーズによって製作された。

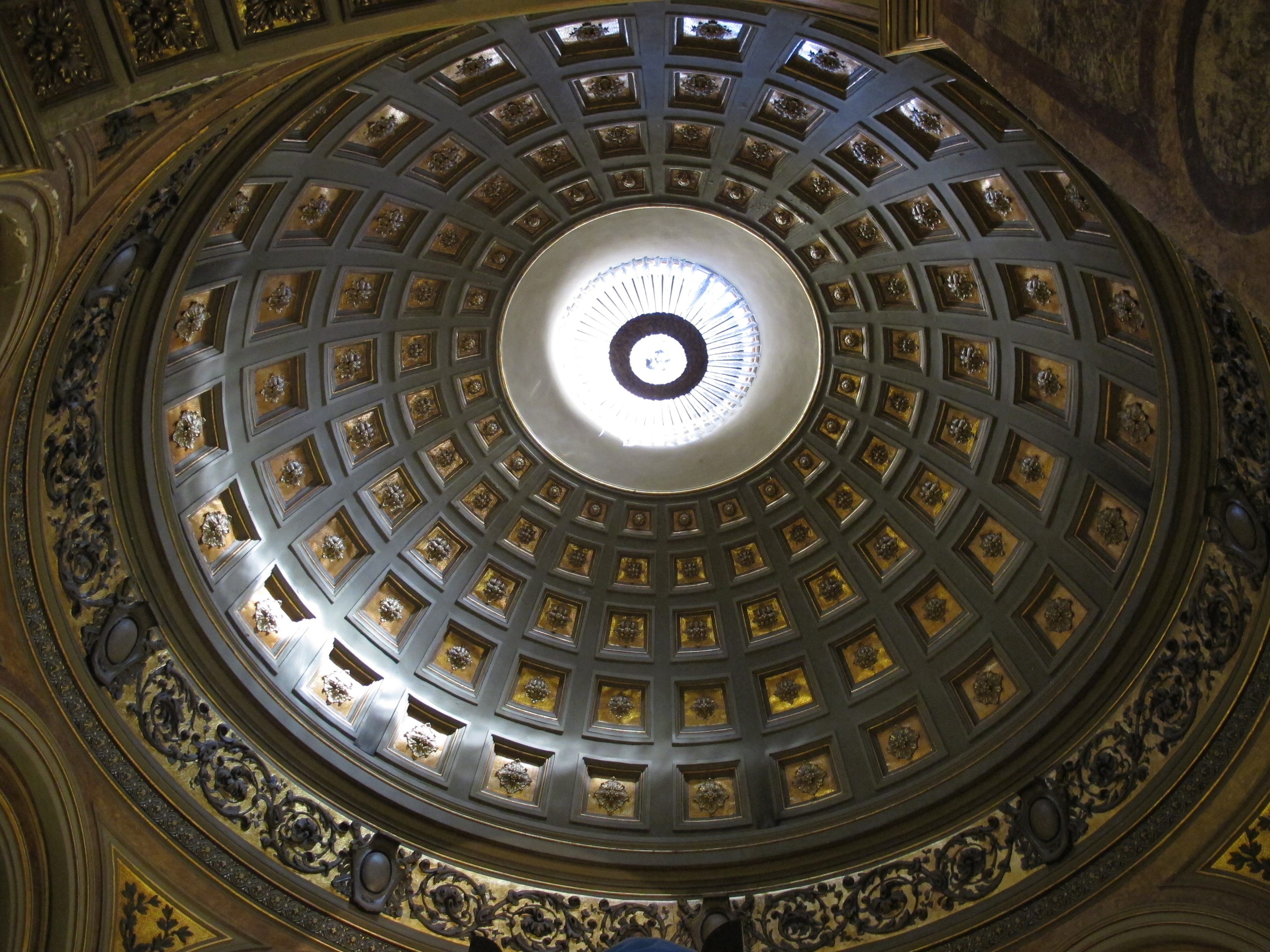
ドーム内側
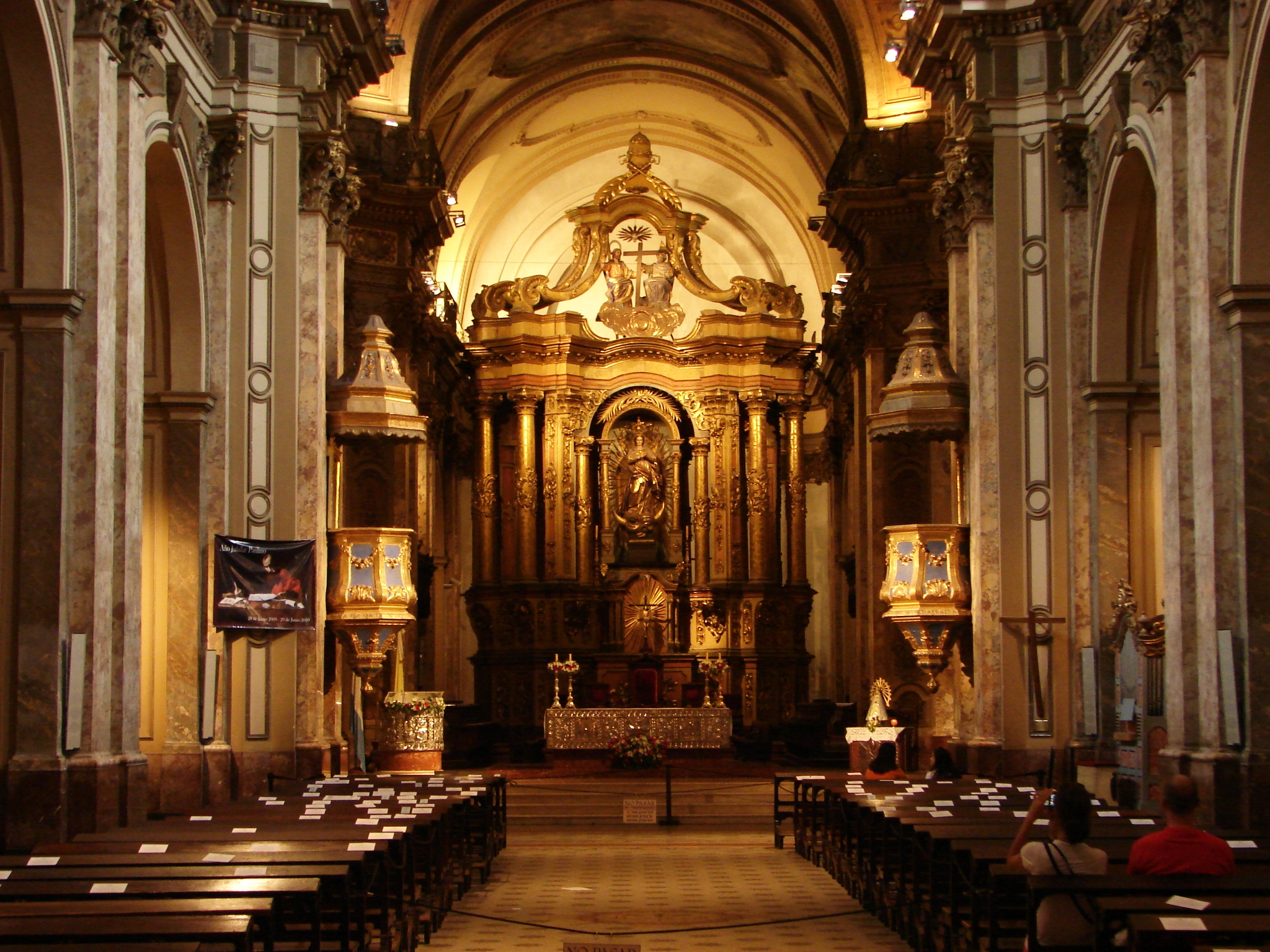
祭壇
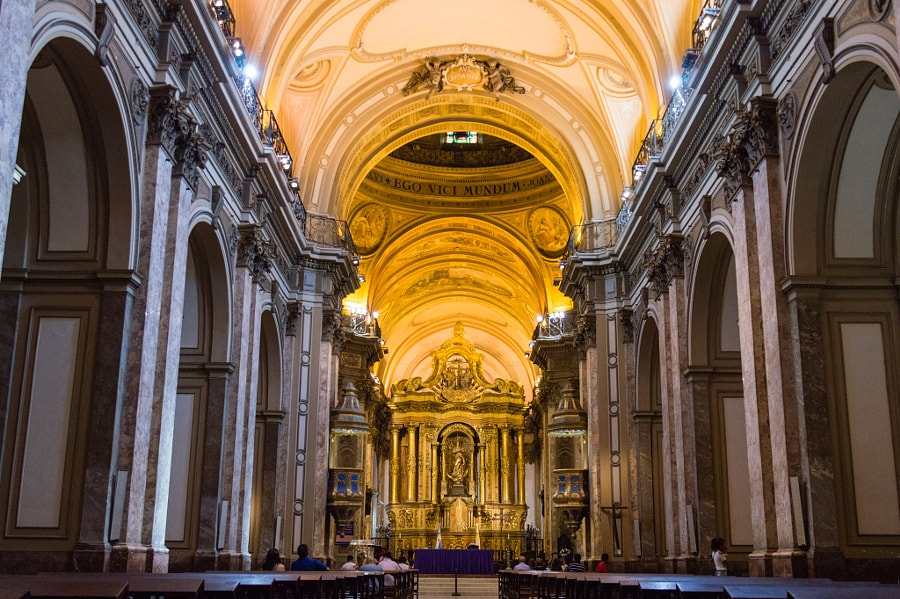
身廊
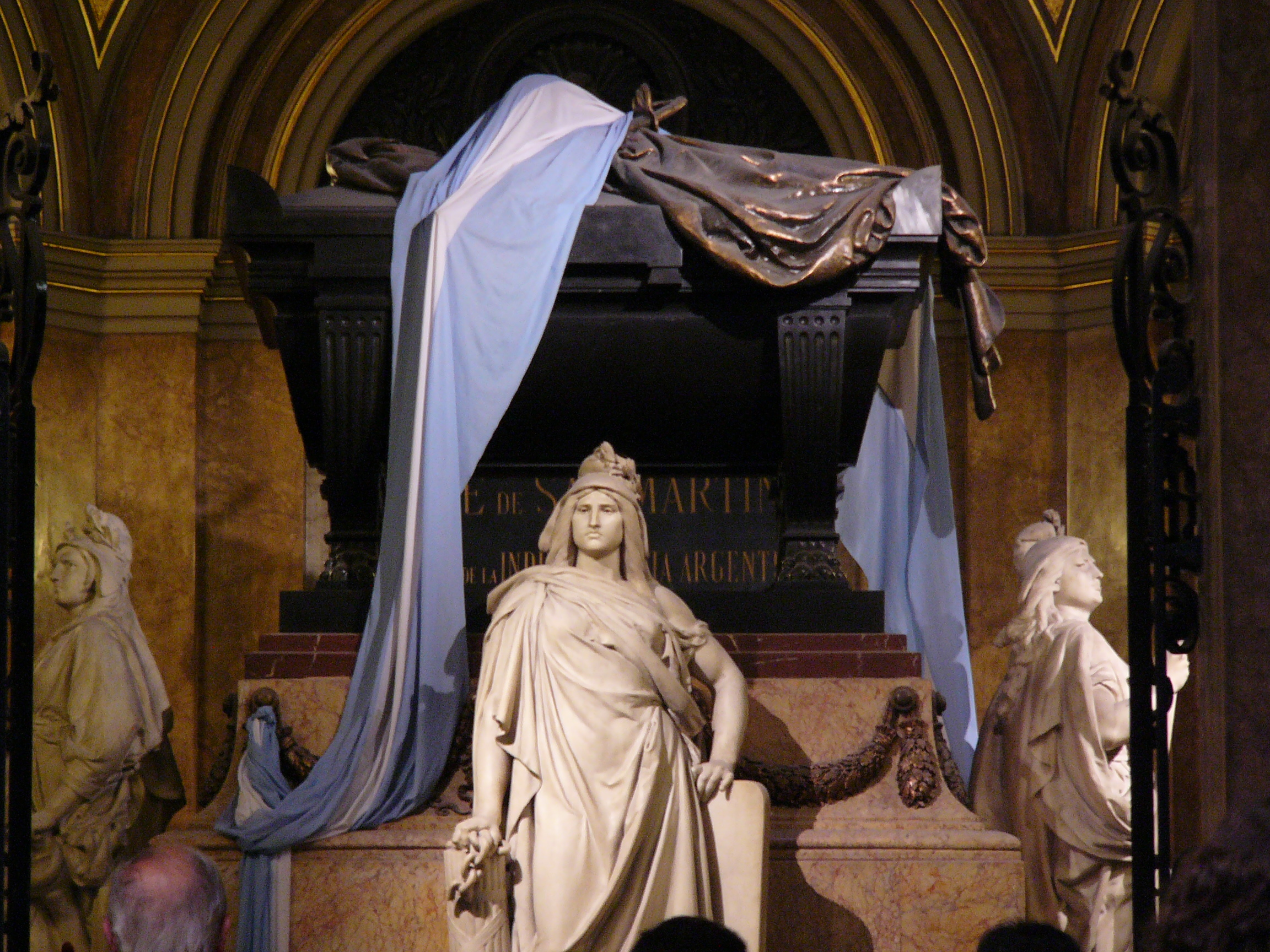
マウソレウム
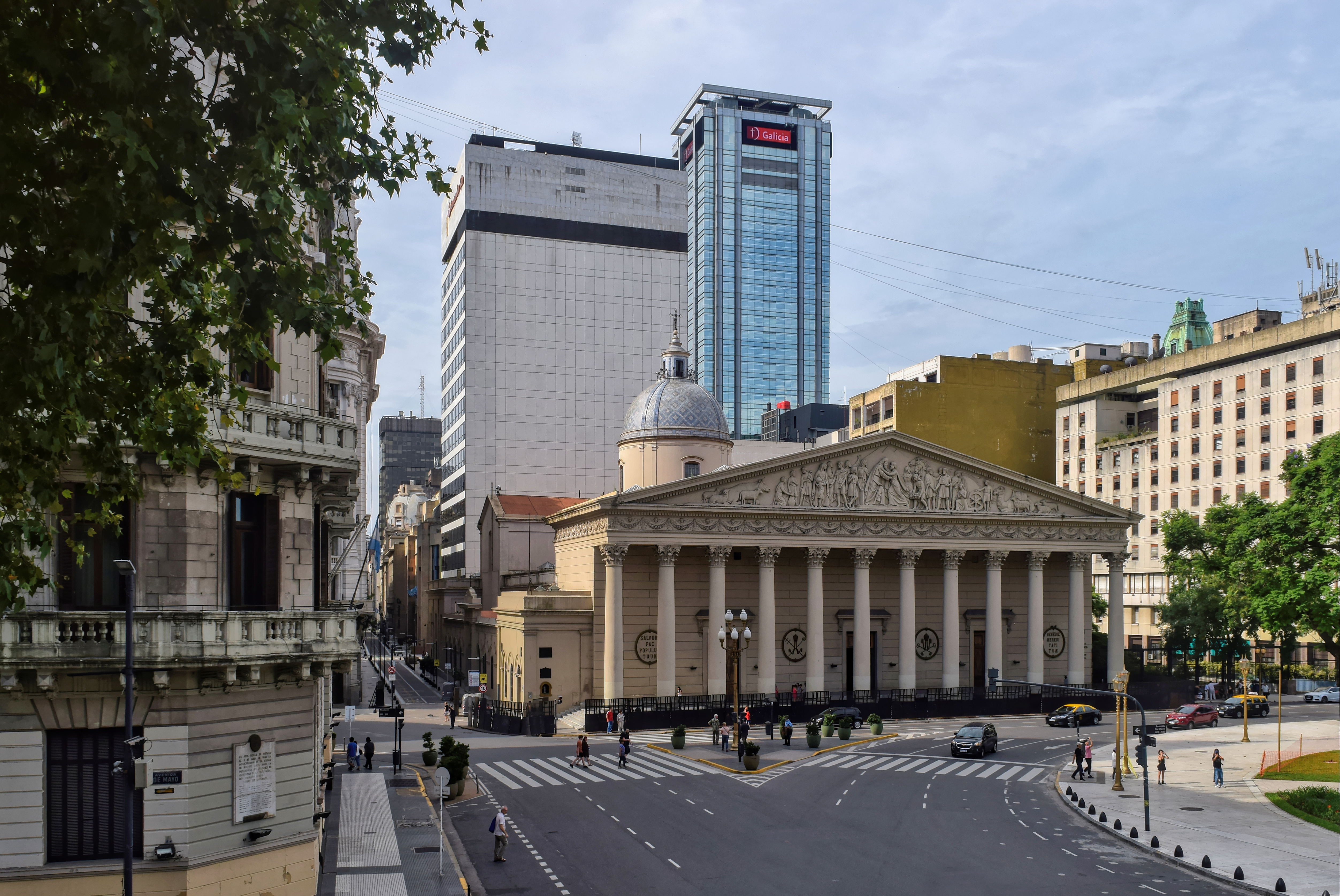
広場
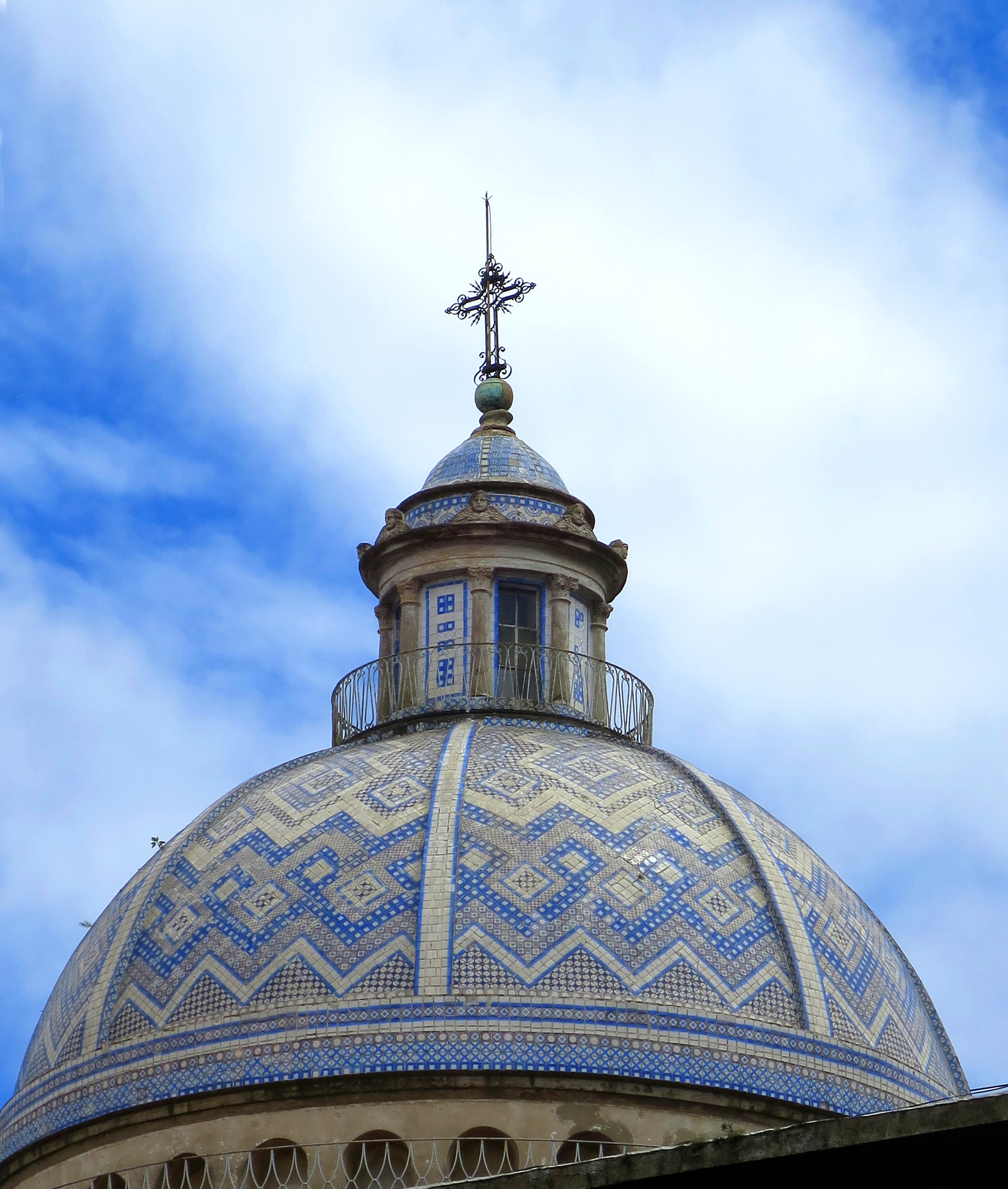
ドーム